# Manson, Iowa
Manson là một thành phố thuộc quận Calhoun, tiểu bang Iowa, Hoa Kỳ. Năm 2010, dân số của thành phố này là 1690 người.

## Dân số
Dân số qua các năm:
- Năm 2000: 1893 người.
- Năm 2010: 1690 người.